# فرد افتینگ

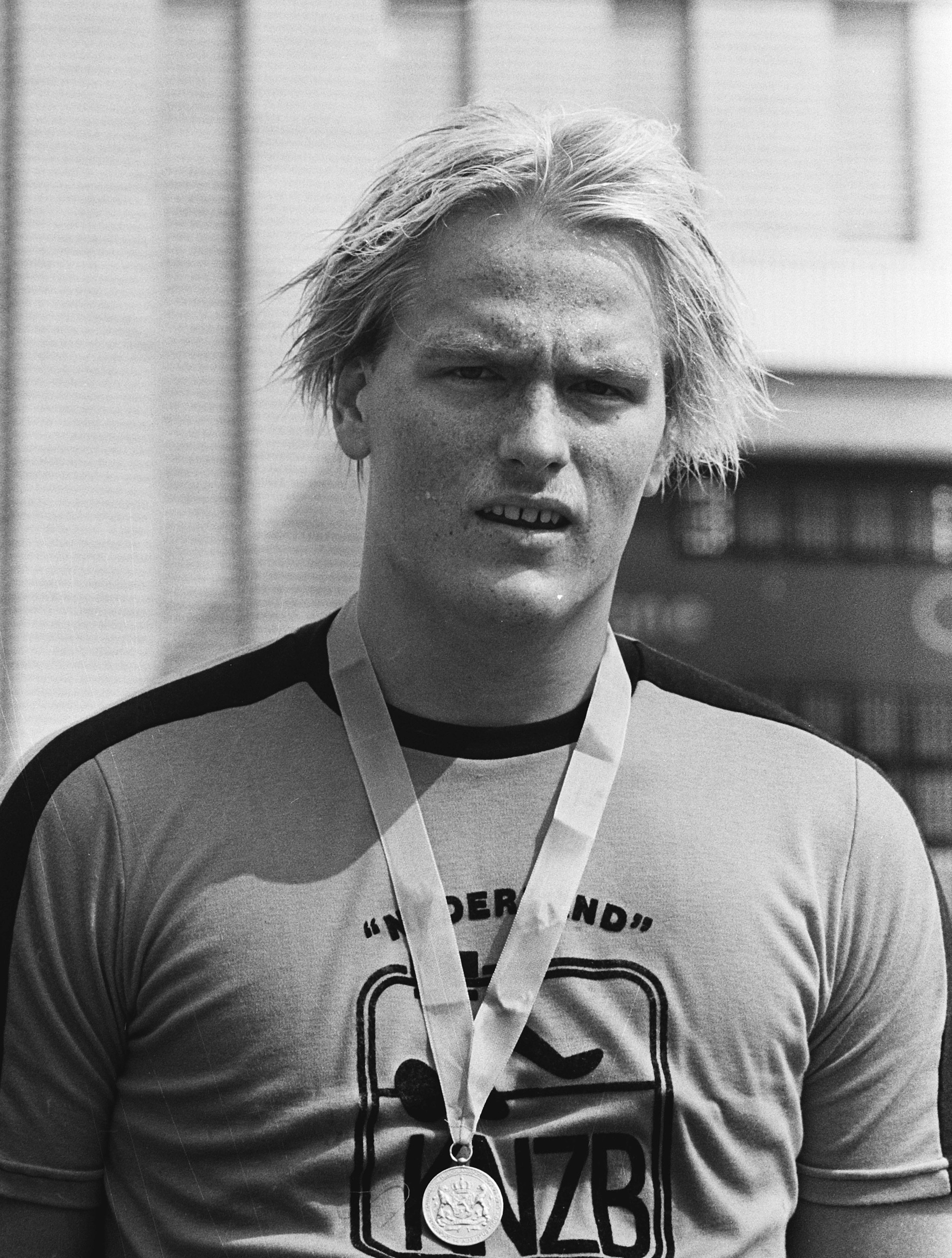
فرد افتینگ شناگر هلندی‌تبار - ۱۹۷۹

فرد افتینگ (به انگلیسی: Fred Eefting) (زادهٔ ۱۴ فوریهٔ ۱۹۵۹) شناگر اهل هلند است.